# Linaire à feuilles de thym
Linaria thymifolia
Espèce
Classification APG III (2009)
La linaire à feuilles de thym (Linaria thymifolia) est une espèce de plantes à fleurs de la famille des Scrophulariaceae, ou des Plantaginaceae selon la classification phylogénétique.

## Présentation
Plante endémique du littoral aquitain, elle croît sur les dunes littorales, uniquement dans les sables maritimes mobiles.

## Statut de protection
Cette espèce est inscrite sur la liste des espèces végétales protégées sur l'ensemble du territoire français métropolitain en Annexe I.